# Cupa Mondială de Rugby

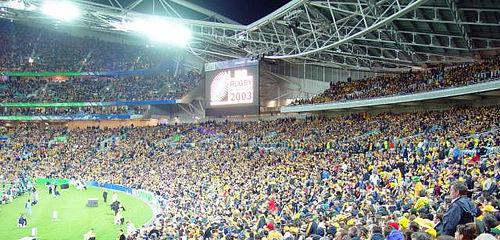
Meciul inițial Cupa Mondiala 2003 din Australia

Cupa Mondială de Rugby este cel mai mare eveniment rugbystic al planetei. Este al treilea eveniment sportiv al lumii, după Campionatul Mondial de Fotbal și Jocurile Olimpice. De la prima ediție (Noua Zeelandă și Australia 1987) până în prezent, Cupa Mondială a bătut record după record din punct de vedere al audiențelor, al veniturilor și al numărului de spectatori și telespectatori.

## Descriere
Dacă în 1987 au asistat 600.000 de spectatori, 12 ani mai târziu s-au vândut 1.750.000 de bilete. Un bilet la finala Rugby World Cup 1999 de pe Millenium Stadium din Cardiff a ajuns în ziua meciului să fie vândut, pe piața neagră, cu 1.700 de lire sterline. La ediția Australia 2003 peste 1.800.000 de suporteri au asistat la cele 48 de meciuri ale Cupei Mondiale. Peste 60.000 de turiști au venit în Australia în 2003 pentru a se bucura de acest eveniment. Finala din 2003 a bătut și ea recordurile anterioare: 82.957 de suporteri, cel mai mare număr de spectatori prezenți vreodată la un meci de Cupă Mondială.
S-a creat chiar și un Business Club Rugby World Cup care și-a deschis “filiale” în toate cele 20 de țări participante. Oamenii de afaceri care sunt în același timp și fani de rugby au intrat în acest club, urmând să îmbine, în timpul călătoriei la Cupa Mondială, plăcerea de a se afla în tribunele stadioanelor cu întâlnirile de afaceri cu businessmani din alte țări.  
Și în privința numărului de telespectatori, Cupa Mondială s-a bucurat de la o ediție la alta de creșteri spectaculoase: în 1987 au urmărit turneul final doar 300 de milioane de telespectatori din 17 țări, în timp ce în 2003, Cupa Mondială a fost urmărită de trei miliarde și jumătate de telespectatori din 205 țări.
Rugbyul și Cupa Mondială de Rugby sunt deja o afacere extrem de profitabilă în țările cu mare tradiție în acest sport. 
În 2003, o adevărată sărbătoare s-a declanșat în Anglia când balonul șutat de Jonny Wilkinson trecea printre buturile australiene după 99 de minute ale finalei Cupei Mondiale. În sâmbăta finalei, traficul în centrul Londrei s-a diminuat cu peste 60%, iar cele 15.000 de puburi și cluburi unde s-a transmis finala au vândut peste 38 de milioane de halbe de bere, de 5 ori mai mult decât într-o sâmbătă obișnuită. 
Avionul cu care englezii s-au întors la Londra după călătoria de 22 de ore de la Sydney a fost numit “Sweet Chariot”, după celebrul cântec “Swing Low, Sweet Chariot” cu care suporterii englezi își încurajează favoriții. Iar trofeul “William Webb Ellis” a avut în avion un loc special pentru el.
În Australia, finala a fost urmărită de 4,34 milioane de oameni (22,9% din populația țării). Aceasta înseamnă că în Australia, finala transmisă de Channel Seven a fost programul cu cea mai mare audiență din 2003.
S-a estimat că 300 de milioane de oameni din întreaga lume, adică aproximativ 4,8% din populația globului, au urmărit în direct finala Cupei Mondiale. 
Site-ul oficial al competiției, www.rugbyworldcup.com a fost accesat de 44,5 milioane de ori în ziua finalei, atingând aproape o jumătate de miliard de accesări pe toată durata turneului. 
Conform unui studiu făcut de specialiști, Cupa Mondială din 2007 va atrage în Franța, pe o perioadă de 4 ani, 8 miliarde de euro.
Se poate spune deci că Rugby World Cup a devenit un eveniment cu magnitudine mondială.

## Ediții
| Ediție | Țară gazdă                      |               | Finală        | Finală        | Finală        |       | Finală mică   | Finală mică | Finală mică |  | Participanți |
| Ediție | Țară gazdă                      | Câștigător    | Scor          | Finalist      | Loc 3         | Score | Loc 4         |             |             |  | Participanți |
| 1987   | AUS & · NZL                     | Noua Zeelandă | 29–9          | Franța        | Țara Galilor  | 22–21 | Australia     | 16          |             |  |              |
| 1991   | ENG, · FRA, · IRL · SCO & · WAL | Australia     | 12–6          | Anglia        | Noua Zeelandă | 13–6  | Scoția        | 16          |             |  |              |
| 1995   | RSA                             | Africa de Sud | 15–12 (asdet) | Noua Zeelandă | Franța        | 19–9  | Anglia        | 16          |             |  |              |
| 1999   | WAL                             | Australia     | 35–12         | Franța        | Africa de Sud | 22–18 | Noua Zeelandă | 20          |             |  |              |
| 2003   | AUS                             | Anglia        | 20–17 (asdet) | Australia     | Noua Zeelandă | 40–13 | Franța        | 20          |             |  |              |
| 2007   | FRA                             | Africa de Sud | 15–6          | Anglia        | Argentina     | 34–10 | Franța        | 20          |             |  |              |
| 2011   | NZL                             | Noua Zeelandă | 8–7           | Franța        | Australia     | 21–18 | Țara Galilor  | 20          |             |  |              |
| 2015   | ENG                             | Noua Zeelandă | 34–17         | Australia     | Africa de Sud | 24–13 | Argentina     | 20          |             |  |              |
| 2019   | JPN                             | Africa de Sud | 32–12         | Anglia        | Noua Zeelandă | 40–17 | Țara Galilor  | 20          |             |  |              |
| 2023   | FRA                             |               | Africa de Sud | 12-11         | Noua Zeelandă |       | Anglia        | 26-23       | Argentina   |  | 20           |
|        |                                 |               |               |               |               |       |               |             |             |  |              |

## -Clasament pe medalii
| Locul | Naționala     |   |   |   | Locul 4 |
| 1     | Noua Zeelandă | 3 | 1 | 3 | 1       |
| 2     | Africa de Sud | 3 | - | 2 | -       |
| 3     | Australia     | 2 | 2 | 1 | 1       |
| 4     | Anglia        | 1 | 3 | - | 1       |
| 5     | Franța        | - | 3 | 1 | 2       |
| 6     | Țara Galilor  | - | - | 1 | 2       |
| 6     | Argentina     | - | - | 1 | 1       |
| 7     | Scoția        | - | - | - | 1       |

## Cifre record

### Echipe
- 145 – cel mai mare număr de puncte marcat de o echipă într-un meci (Noua Zeelandă vs Japonia 145-17, 1995)
- 142 – cea mai mare diferență de scor (Australia vs Namibia 142-0, 2003)
- 22 – cele mai multe eseuri marcate de o echipă într-un meci (Australia vs Namibia 142-0, 2003)
- 15 - cea mai mare diferență de scor întoarsă la vreun Campionat Mondial, Canada vs Romania 15-17, 2015, Canada conducând cu 15-0

### Individual
- 227 – cele mai multe puncte marcate de un jucător în toate edițiile (Gavin Hastings 1987-1995)
- 126 – cele mai multe puncte marcate de un jucător la o ediție (Grant Fox 1987)
- 45 - cele mai multe puncte marcate de un jucător într-un meci (Simon Culhane 1995)
- 17 – cele mai multe meciuri jucate la Cupa Mondială (Sean Fitzpatrick, Noua Zeelandă)
- 15 – cele mai multe eseuri marcate de un jucător în toate edițiile (Jonah Lomu 1995-1999)
- 8 – cele mai multe eseuri marcate de un jucător într-o singură ediție (Jonah Lomu 1999)
- 6 – cele mai multe eseuri marcate de un jucător într-un meci (Marc Ellis în Noua Zeelandă vs Japonia 145-17, 1995)
- 5 – cele mai multe drop-goluri marcate de un jucător într-un meci (Jannie de Beer în Africa de Sud vs Anglia, 1999)